# Pidjorodnie (Ternópil)
Pidjorodnie (en ucraniano: Підгороднє) es un pueblo ucraniano perteneciente al óblast de Ternópil. Situado en el oeste del país, forma parte del raión de Ternópil y del municipio (hromada) homónimo.

## Toponimia
Hasta 2024, el nombre oficial del lugar era Pidjorodne (en ucraniano: Підгородне). El pueblo tiene otros nombres en lenguas de importancia local (en polaco: Podhorodne).

## Geografía
Pidjorodnie se ubica en la periferia suroccidental de Ternópil.

## Historia
Se conoce la existencia del pueblo desde 1561, cuando se denominaba "Pidhorodychi". Posteriormente fue conocido como "Yanivka". En 1939, la RSS de Ucrania ocupó la zona, hasta entonces perteneciente a la Segunda República Polaca, y dio al pueblo el nombre de "Ivanivka", hasta que en 1946 el pueblo adoptó su topónimo actual. Antes de la formación del actual municipio en 2018, Pidjorodnie formaba por sí solo un consejo rural sin pedanías.
El municipio, con una población total de 7383 habitantes en 2020, incluye tanto el pueblo de Pidjorodnie (de unos mil quinientos habitantes) como seis pedanías. El municipio se fundó en 2018 mediante la fusión de los hasta entonces consejos rurales de Pidjorodnie, Dovzhanka, Domámorych, Drahanivka y Pochápyntsi. Además de estos cinco pueblos, pertenecen al actual municipio otros dos: Velyki Jodáchkiv y Zaboiki.
Como parte de la campaña de desrusificación tras la invasión rusa de Ucrania, se planeó el cambio de nombre de Pidjorodne. El nombre elegido fue Pidhorodnie, aprobado en la Rada Suprema el 19 de septiembre de 2024.

## Infraestructura

### Transporte
El pueblo está en la salida de la capital regional de la carretera E50 que lleva a Berezhany.